# Peter-Hugo Scholz
Peter-Hugo Scholz (* 30. August 1954 in Apollensdorf; † 23. September 2019 in Leipzig) war ein deutscher Journalist, Autor und Bergsteiger. Er war hauptsächlich für den Mitteldeutschen Rundfunk als Autor, Filmemacher und Rechercheur tätig.

## Leben
Peter-Hugo Scholz wuchs in der DDR auf. Als Jugendlicher wurde er wegen des Besitzes einer „Mao-Bibel“ von der Erweiterten Oberschule entfernt. Anschließend arbeitete er zeitweise im VEB Stickstoffwerk Piesteritz. Es folgte ein Studium der Journalistik und Afrikanistik an der Karl-Marx-Universität Leipzig. 1985 wurde Scholz mit seiner Doktorarbeit zu Massenmedien in Afrika und Asien promoviert.
Er war als freiberuflicher Autor für verschiedene Magazine und Zeitungen tätig. Zu Beginn der 1990er-Jahre war er Pressesprecher für verschiedene Festivals – so zum Beispiel für das Internationale Leipziger Festival für Dokumentar- und Animationsfilm und das Tanz&FolkFest Rudolstadt. Themen seiner Fernsehdokumentationen waren Klettern in Patagonien, die erste sächsische Expedition nach Spitzbergen oder ein Porträt über Luis Trenker.
Als Autor von mehr als 100 Fernsehbeiträgen trat Scholz in Sendestrecken in Erscheinung wie: Bergauf – bergab, Ein Fall für Escher, Einfach genial, LexiTV, artour, nah dran, ECHT!, nano, exakt, Kino royal, Donnerwetter!, Außenseiter-Spitzenreiter, Heute im Osten, MDR-Zeitreise und Lebensläufe.
Sein Hörfunk-Feature „Der Schneider der Präsidenten“ (MDR 2018) wurde von einer Vorjury als ARD-Beitrag zum Prix Italia 2019 nach Rom entsandt. Im September 2019 wurde auf MDR Kultur seine siebenteilige Hörfunk-Dokumentation „Die geheimen Depots von Buchenwald“ ausgestrahlt.
Im Steinbruch-Kino Gaudlitzberg bei Wurzen veranstaltete er 21 Jahre lang das älteste Open-Air-Bergfilmfestival Deutschlands.
Peter-Hugo Scholz verstarb am 23. September 2019 in Leipzig. Er hinterließ seine Lebenspartnerin, einen Sohn und eine Tochter.

## Hörfunk-Dokumentationen (Auswahl)
- 1995: Mörderkraut oder Gottes Milch – zur Geschichte und zum Gebrauch des Hanfs, MDR KULTUR – Zur Sache (MDR)
- 2007: Schnee von gestern – Der Kriegsreporter Bernd Kaufholz; Feature (MDR)
- 2009: Leipzig, 9. Oktober 1989 – Eine Chronik der Ereignisse, Feature (MDR)
- 2013: Dresden, 14. Februar 1945, Tiefflieger am Elbufer – Umkämpfte Erinnerungen an den Februar 1945, Feature (MDR)
- 2013: Die Vergessenen von Quiriquina – Die Geschichte des Kleinen Kreuzers Dresden und seiner Mannschaft, Feature (MDR)
- 2016: Tango Cubano – Auf den Spuren einer Musik, Figaro-Spezial (MDR)
- 2018: Der Schneider der Präsidenten, Feature über Martin Greenfield (Geburtsname: Maxmilian Grunfeld), MDR, abgerufen am 30. September 2019
- 2019: Die geheimen Depots von Buchenwald, Feature in sieben Folgen (MDR), abgerufen am 29. September 2019

## Fernseh-Dokumentationen (Auswahl)
- 1999: Kerze im Wind – Deutsch-deutsche Seilschaft in Patagonien (BR)
- 2002: Ausflug in die "vogtländische Schweiz" – Klettern im Steinicht (BR)
- 2003: Danse Vertical (BR)
- 2005: Ararat – Gipfelglück an Noahs Berg (BR)
- 2006: Heilige Berge: Wandern um den Kailash (BR)
- 2006: Bei Pilgern im Himalaya – Eine bayerische Pfarrerin am Kailash (BR)
- 2009: Hans Saler – ein bayerisches Nomadenleben auf Meereswogen und Berggipfeln (BR)
- 2010: Albanien: Wanderparadies (BR)
- 2011: Entdeckungstouren in den Albanischen Alpen, Magazin Bergauf-Bergab, Bayerischer Rundfunk (BR), abgerufen am 30. September 2019
- 2014: Packrafting im Woid (BR)
- 2017: Peaks of the Balkans (BR)
- 2018: Der Schneider der Präsidenten (inOne/MDR)[4], 30-minütige Dokumentation über Martin Greenfield